# Sui Ishida
Sui Ishida (石田 スイ?, Ishida Sui; 28 dicembre 1986) è un fumettista giapponese, conosciuto principalmente per aver scritto la serie dark fantasy/horror Tokyo Ghoul, la storia di un giovane ragazzo di nome Ken Kaneki che viene trasformato in un ghoul dopo averne incontrato uno.

## Biografia
Tokyo Ghoul inizia come una serie di one-shot nel 2010, uno dei quali si piazza al secondo posto nei Weekly Young Jump 113th Grand Prix. La serie regolare inizierà poi nel 2011 e verrà pubblicata sulla rivista Weekly Young Jump della Shūeisha fino al 2014, anno in cui si conclude la prima parte del manga. In Italia i diritti sono stati acquistati da J-Pop, che ha dato inizio alla pubblicazione dei volumi nel novembre 2014. Sempre nel 2014 il manga è stato adattato in una serie anime e in alcune light novel.
Inoltre nel 2013 ha scritto un prequel intitolato Tokyo Ghoul [Jack] che è stato serializzato sulla piattaforma digitale Jump Live. Nel 2014, ha iniziato la seconda parte del manga intitolata Tokyo Ghoul: re concluso il 5 luglio 2018. A marzo 2017, Tokyo Ghoul e i suoi seguiti hanno raggiunto la quota di 22 milioni di copie vendute.
Nel 2016, Ishida ha creato una side-story di 69 pagine del manga Hunter × Hunter di Yoshihiro Togashi. Questa ripercorre il passato di Hisoka ed è stata pubblicata sulla piattaforma digitale Shonen Jump+ il 2 giugno 2016.

## Opere
- Tokyo Ghoul (2011–2014)[5]
- Tokyo Ghoul [Jack] (2013)
- Tokyo Ghoul: Joker (2014)
- Tokyo Ghoul:re (2014–2018)[6]
- Choujin X (2021–in corso)